# Graffiti de Goulston Street
Vous lisez un « bon article » labellisé en 2016.

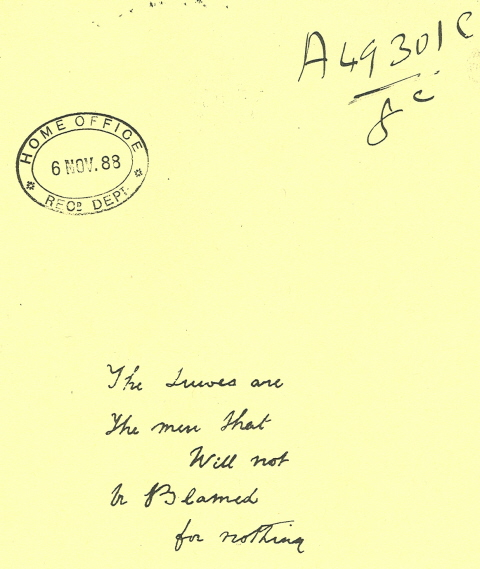
Fac-similé du graffiti de Goulston Street selon un rapport du Metropolitan Police Service (document reçu le 6 novembre 1888 par le Home Office).

Le graffiti de Goulston Street est un élément d'enquête de l'affaire des meurtres de Whitechapel survenus à Londres. Découverte en 1888, l'inscription se trouvait sur un mur près d'un fragment de tissu ayant appartenu à l'une des victimes présumées de Jack l'Éventreur. Le graffiti, interprété comme une accusation contre les juifs, aurait pu provoquer une émeute dans le quartier. Le chef du Metropolitan Police Service, Charles Warren, préféra qu'il fût effacé au plus tôt même s'il pouvait s'agir d'un indice concernant le meurtre. Depuis, aucun consensus ne s'est dégagé ni sur le lien présumé du graffiti avec le meurtre ni sur l'interprétation de son contenu, et il continue à alimenter les controverses.

## Découverte

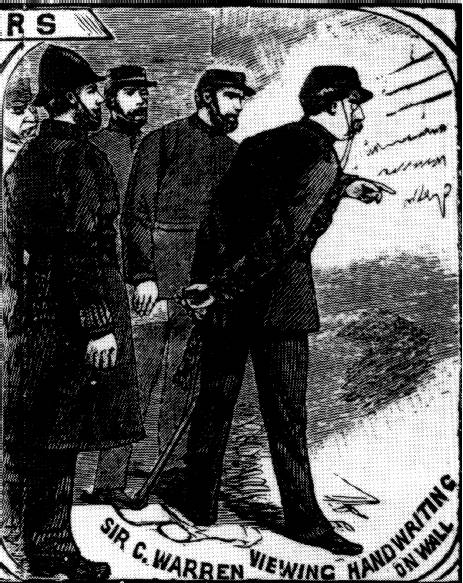
Charles Warren examine le graffiti. Dessin publié dans The Illustrated Police News, 20 octobre 1888.

Les événements rapportés se situent dans le contexte des meurtres de Whitechapel, une série d'assassinats commis du 3 avril 1888 au 13 février 1891 dans le district de Whitechapel de Londres. Onze femmes en furent victimes,,. Cinq de ces meurtres sont le plus souvent attribués à Jack l'Éventreur, soit ceux de Mary Ann Nichols, Annie Chapman, Elizabeth Stride, Catherine Eddowes et Mary Jane Kelly.
Le Metropolitan Police Service (MPS) découvrit la victime Catherine Eddowes dans la nuit du 30 septembre 1888 sur Goulston Street, dans Whitechapel. Les agents scrutèrent aussitôt les alentours à la recherche de suspects, témoins et indices. Vers 3 h, le policier Alfred Long, du MPS, découvrit un fragment de tissu ensanglanté dans un passage reliant le 108 au 109 de Goulston Street, à environ 500 m de la scène du crime. Plus tard dans la nuit, il fut établi que le bout de tissu provenait du tablier de la victime Catherine Eddowes. À proximité du fragment de tissu, sur le mur, il y avait un message écrit à la craie blanche,.

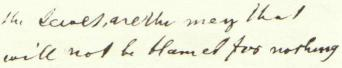
Reproduction du texte écrit par le policier Alfred Long : The Juwes are the men That Will not be Blamed for nothing.

Alfred Long déclara avoir lu : « The Juwes  [sic] are the men That Will not be Blamed for nothing », (« Les juifs sont des hommes qui ne seront pas accusés pour rien »). Le superviseur du MPS Thomas Arnold corrobora cette version dans un rapport écrit. Pour sa part, le détective Daniel Halse de la City of London Police déclara avoir lu : « The Juwes  [sic] are not the men who will be blamed for nothing » (« Les juifs ne sont pas des hommes qui seront accusés pour rien »). Finalement, le topographe de la Cité de Londres, Frederick William Foster, nota plutôt : « The Juws  [sic] are not the men To be blamed for nothing » (« Les juifs ne sont pas des hommes à accuser pour rien »). Dans un court rapport, le chef-inspecteur Swanson rapporta avoir lu « The Jewes  [sic] are not the men to be blamed for nothing » (reprenant ainsi la phrase du topographe à une faute d'orthographe près), mais l'historien Philip Sugden doute que Swanson ait jamais vu le graffiti. Le texte d'Alfred Long fut retranscrit et ajouté à une lettre expédiée au Home Office par le chef de la police de Londres, Charles Warren .

## Sentiments antisémites

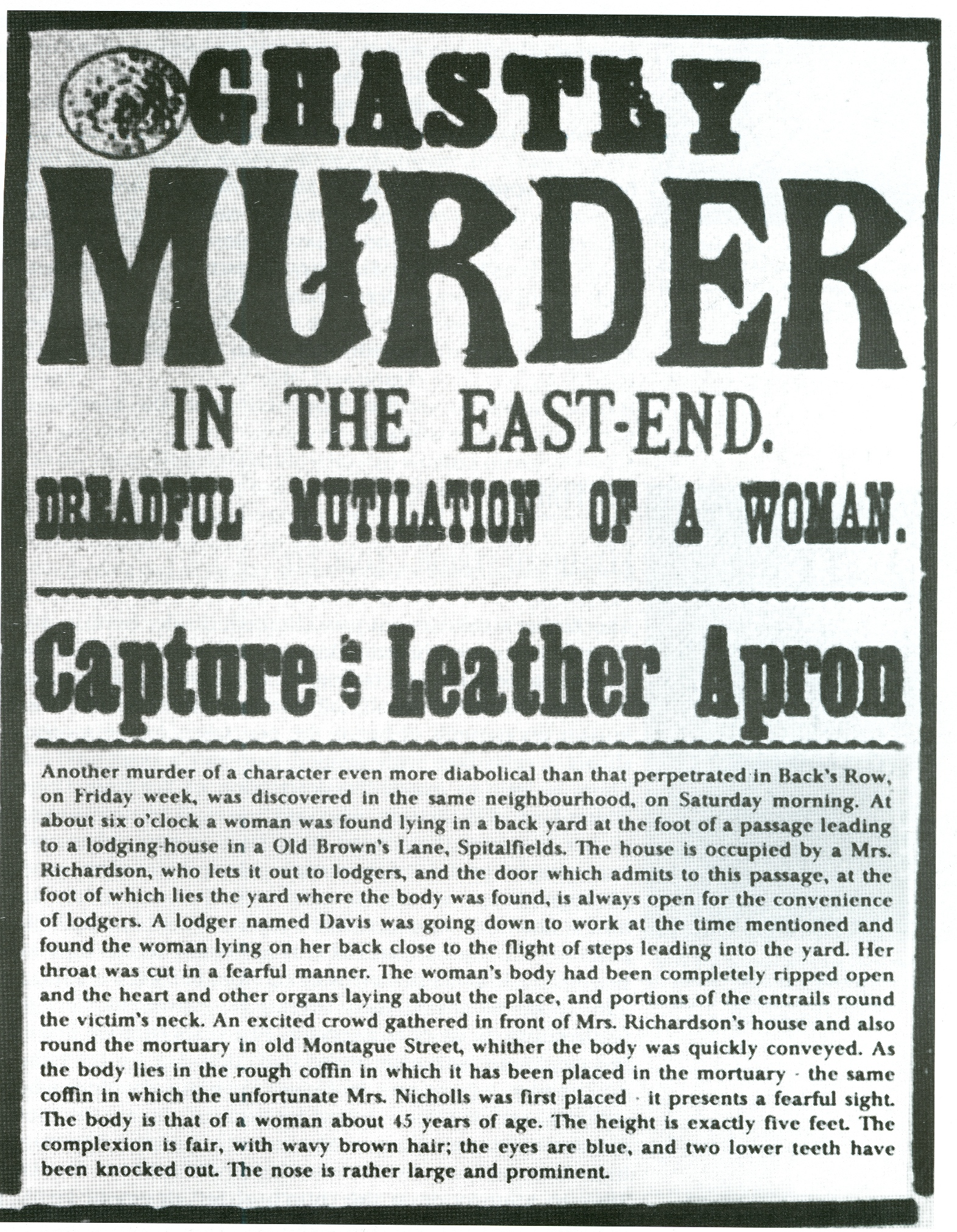
Page couverture d'un journal paru en septembre 1888. Les gros titres sont : Horrible meurtre dans l'East End. Terrible mutilation d'une femme. Capturé : Tablier de cuir.

Dès la fin août 1888, des rumeurs commencèrent à circuler selon lesquelles les meurtres auraient été commis par un juif surnommé « Leather Apron » (« Tablier de cuir »). Ces ouï-dire provoquèrent des émeutes antisémites. Le juif John Pizer, surnommé « Tablier de cuir », fabriquait des chaussures en cuir ; il fut arrêté, car il était réputé terrifier les prostituées du quartier ; il fut relâché dès la confirmation de ses alibis,, ,,.
Peu de temps après s'être rendu sur les lieux où se trouvait le graffiti, le superviseur de la division H pour Whitechapel du MPS, Thomas Arnold écrivit :

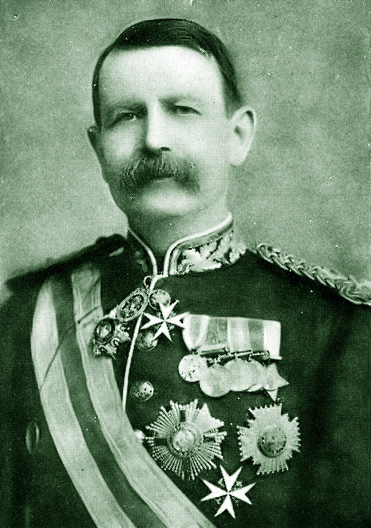
Le chef du MPS à l'époque, Charles Warren.

Les tensions nées des différences religieuses étaient déjà élevées et, pour éviter de les exacerber, Arnold ordonna à un homme de se tenir prêt à effacer le graffiti, pendant qu'il consultait le chef de la police Charles Warren. Les deux envisagèrent de le cacher jusqu'à l'arrivée sur les lieux d'un photographe ou d'en effacer une partie, mais Arnold et Warren (qui avait aussi observé le graffiti) jugèrent que c'était trop explosif. Plus tard, Warren écrira qu'il jugeait « préférable d'oblitérer l'écrit pour de bon ».

## Enquêtes
| Le triangle en rouge (à la gauche, près du centre) montre l'endroit où fut découvert le graffiti. Les points en rouge montrent les endroits où furent commis six meurtres : - Gauche en bas : Mitre Square (corps de Catherine Eddowes) - Droite en bas : Berner Street (corps d'Elizabeth Stride) - En sens horaire à partir du haut, les quatre autres : - Dorset Street (Mary Jane Kelly) - Osborn Street (Emma Elizabeth Smith) - George Yard (Martha Tabram) - Castle Alley (Alice McKenzie). |

Le graffiti de Goulston Street avait été découvert sur le territoire surveillé par le MPS ; le fragment de tablier, sur le territoire de la Cité de Londres, qui possédait son service de police, la City of London Police. Quelques policiers n'approuvaient pas la décision d'Arnold et Warren, plus particulièrement ceux de la City of London Police, car ils jugeaient que l'écrit faisait partie d'une scène de crime et devait au moins être photographié avant d'être effacé, mais l'inscription fut quand même effacée à 5 h 30. La police interrogea tous les occupants des 108 au 119 de Goulston Street, sans être en mesure de retrouver l'auteur du graffiti ou le meurtrier.
Selon le policier chargé des enquêtes sur les meurtres de Whitechapel, le graffiti sur le mur n'était pas de la même main qui avait rédigé la lettre « Dear Boss », dont l'auteur s'accusait des meurtres et avait signé « Jack the Ripper ». La police de l'époque conclut que le texte, rédigé par une personne peu alphabétisée demeurant dans le district, constituait une attaque contre la population juive.
Selon l'historien Philip Sugden, trois hypothèses pourraient expliquer la présence du graffiti. La première est que l'inscription n'est pas de la main de l'assassin ; dès lors, le fragment de tissu tomba par hasard ou fut sciemment déposé à proximité. La deuxième est une accusation du meurtrier envers lui-même et les juifs en général (il en serait donc un). La troisième, préférée à l'époque (selon Sugden) à la fois de Scotland Yard et des anciens de la communauté juive, avance que le message à la craie était un subterfuge destiné à accuser les juifs tout en entraînant la police sur une fausse piste.
Walter Dew, un détective affecté au district de Whitechapel, penchait plutôt pour l'hypothèse selon laquelle l'écrit ne signifiait rien et n'avait donc aucun lien avec l'assassinat. Cependant, le chef inspecteur Henry Moore et le commissaire adjoint du CID Robert Anderson, qui travaillaient à Scotland Yard, pensaient que le graffiti était de la main du tueur.

## Analyses du texte
Le journaliste et écrivain Robert D'Onston Stephenson (en), qui étudiait l'occultisme et la magie noire, conclut, dans un article du quotidien Pall Mall Gazette paru le 1er décembre 1888, que l'auteur de la phrase était probablement un Français à cause de la double négation, de l'usage de deux articles définis (« The Juwes are the men […] »), des fautes d'orthographe (« Juwes ») et de la syntaxe de la phrase. Stephenson prétendit qu'il était improbable qu'un « Anglais sans éducation » ou qu'un « juif inculte » puisse mal épeler le mot « Jew », alors que « Juwes » ressemble au mot français « juives ». Il élimina les Belges francophones et les Suisses francophones parce que « l'idiosyncrasie de ces deux nationalités leur interdit ce type de crimes. En France, cependant, le meurtre de prostituées existe depuis longtemps et est considéré comme un crime typiquement français, ». Cette hypothèse fut critiquée par un lecteur français dans une lettre envoyée à l'éditeur et publiée le 6 décembre. Selon l'historien Philip Sugden, le mot « Juwes » pourrait provenir d'un dialecte parlé par l'auteur du graffiti.
En 1976, l'auteur Stephen Knight suggéra que « Juwes » ne renvoyait pas à « juifs », mais à Jubela, Jubelo et Jubelum, les trois meurtriers d'Hiram, personnalité associée à la franc-maçonnerie. Toujours selon lui, le message aurait été rédigé par un tueur (ou plusieurs) dans le cadre d'un complot maçonnique. Cependant, Knight serait le premier à utiliser « Juwes » pour désigner ces trois personnes. Sa suggestion trouva écho dans les œuvres de fiction qui font allusion aux meurtres, tels que le film Meurtre par décret et la bande dessinée From Hell.
L'auteur Martin Fido, en 1987, observa que la phrase comprenait une double négation, une habitude des Cockneys (les Londoniens issus de la classe ouvrière qui habitent l'Est de la ville). Il proposa de récrire le message, ce qui donnerait en anglais courant : « Jews will not take responsibility for anything » (« Les juifs rejetteront toute responsabilité »). Il en conclut que le message fut écrit par une personne qui se croyait lésée par l'un des commerçants juifs du quartier.
En 2014, l'auteur Tom Slemen, qui s'autoproclame « maître en paranormal », affirma que « Juwes » (« Jwifs ») était un mot mandchou qui signifie « deux » et Sir Charles Warren, un archéologue de renom versé à la fois dans les textes bibliques et les langues mandchoues, aurait observé que ce mot était hors contexte dans la phrase, ce qui la rendait incompréhensible. En 1909, toujours selon Slemens, Warren présida la conférence « Les Origines du chinois » avec Claude Reignier Conder au Caxton Hall à Londres, pendant laquelle des gens mentionnèrent les similitudes entre les langues européennes et mandchoues et que le mot « Juwes » serait la racine des mots anglais « dual », « duet » et « duo ». S'appuyant sur sa théorie, Slemen affirma que Conder était Jack l'Éventreur.

## Conclusion incertaine
Au début du XXIe siècle, les spécialistes ignorent si le graffiti est lié aux meurtres. Plusieurs chercheurs modernes pensent que le fragment de tablier fut jeté plutôt que déposé par terre et que l'existence du graffiti à cet endroit relève du hasard. Ils mentionnent que les graffitis antisémites étaient courants dans Whitechapel et que prendre le temps de déposer le fragment puis rédiger un message tout en tentant d'échapper aux policiers, ne cadre pas avec la plupart des profils que les experts ont produits pour décrire le tueur. A contrario, si l'assassin voulait simplement jeter le fragment, il aurait pu le faire ailleurs entre Mitre Square et le bâtiment sur Goulston Street. Si, comme l'expliquent certains auteurs, le tueur l'utilisa seulement pour s'essuyer les mains, il aurait pu immédiatement le jeter après le meurtre. Dans ce cas, l'assassin n'avait pas besoin de découper un bout de tissu, car il aurait pu s'essuyer les mains sur le tablier de sa victime.
La signification exacte de la phrase restant indéterminée et son auteur ne pouvant être identifié avec certitude, l'écrivain Trevor Marriott, un ancien détective aux homicides, proposa en 2005 une autre hypothèse. Le fragment ne fut pas déposé ou perdu par le tueur, ce serait la victime qui l'aurait utilisé comme serviette hygiénique et laissé tomber pendant qu'elle rejoignait Mitre Square à partir de l'East End. Cependant, Marriott doute que les spécialistes approuvent sa conclusion car elle est « invraisemblable ». Si cette hypothèse est vraie, alors le graffiti n'est pas de la main du tueur et toutes les études de celui-ci sont inutiles ; si le tueur a transporté le fragment à cet endroit, le graffiti est peut-être de sa main.

### Citations originales
1. ↑  (en) « Ghastly murder in the East End. Dreadful mutilation of a woman. Capture: Leather Apron »
2. ↑  (en) « I beg to report that on the morning of the 30th Sept. last, my attention was called to some writing on the wall of the entrance to some dwellings at No. 108 Goulston Street, Whitechapel which consisted of the following words: "The Juews are not [the word 'not' being deleted] the men that will not be blamed for nothing", and knowing in consequence of suspicion having fallen upon a Jew named 'John Pizer' alias 'Leather Apron' having committed a murder in Hanbury Street a short time previously, a strong feeling existed against the Jews generally, and as the Building upon which the writing was found was situated in the midst of a locality inhabited principally by that Sect, I was apprehensive that if the writing were left it would be the means of causing a riot and therefore considered it desirable that it should be removed having in view the fact that it was in such a position that it would have been rubbed by persons passing in & out of the Building. »
3. ↑  (en) « desirable to obliterate the writing at once »
4. ↑  (en) « uneducated Englishman »
5. ↑  (en) « ignorant Jew »
6. ↑  (en) « the idiosyncrasy of both those nationalities is adverse to this class of crime. On the contrary, in France, the murdering of prostitutes has long been practised, and has been considered to be almost peculiarly a French crime. »
7. ↑  (en) « master of the paranormal »
8. ↑  (en) « The Origins of the Chinese »
9. ↑  (en) « unbelievable »